# 御堂筋グランタワー
御堂筋グランタワー（みどうすじグランタワー）は、大阪府大阪市中央区博労町（御堂筋沿い）にあるオフィスビル。旧名称はエプソン大阪ビル。

## 概要
1994年（平成6年）に竣工したオフィスビルである。名称は当初「セイコー大阪ビル」であったが、その後「エプソン大阪ビル」に変わった。
2015年（平成27年）3月31日にセイコーエプソンは当ビルを売却した。買い主はCBRE Global Investorsがドイツの年金基金のために組成した特定目的会社で、価格は140億円弱と報じられている。名称はその後、「御堂筋グランタワー」に変更されている。
2019年（令和元年）には、フェニックス（大阪市の不動産会社）に売却されている。

## 入居者
- Coltテクノロジーサービス（6階）
- 大和ハウス賃貸リフォーム 本社[5]（10階）
- 大和ハウスリフォーム 本社[6]
- 七十七銀行大阪支店（14階）
- テレネット大阪支店（14階）
- 烏魯木斉航空有限責任公司（17階）[7]
- 揚子江快運航空有限公司（17階）[8]
- 英国総領事館（19階）
- イオシス本社（19階）
- フェニックス管理（20階）[9]
- 梅の花本町店（21階）
- パソナナレッジパートナー 本社[10]

なお、当ビルの住所（大阪府大阪市中央区博労町3丁目5番1号）を所在地（本店）として登記している法人は22法人ある（2023年8月4日時点）。
かつての入居者
- セイコーエプソン - 中之島ダイビルに移転
- オービック大阪本社 - オービック御堂筋ビルに移転
- ジョンソン・エンド・ジョンソン - オービック御堂筋ビルに移転
- アステル関西
- モンゴル国総領事館 - 博労町エステートビルに移転

## 交通アクセス
- 大阪市高速電気軌道(Osaka Metro)御堂筋線：本町駅